# Михайловка (Чебулинський округ)
Миха́йловка (рос. Михайловка) — присілок у складі Чебулинського округу Кемеровської області, Росія.

## Населення
Населення — 261 особа (2010; 320 у 2002).
Національний склад (станом на 2002 рік):
- росіяни — 96 %